# Longitarsus gracilis
Longitarsus gracilis es una especie de insecto coleóptero de la familia Chrysomelidae. Fue descrita científicamente en 1864 por Kutschera.